# Giantristano Papale

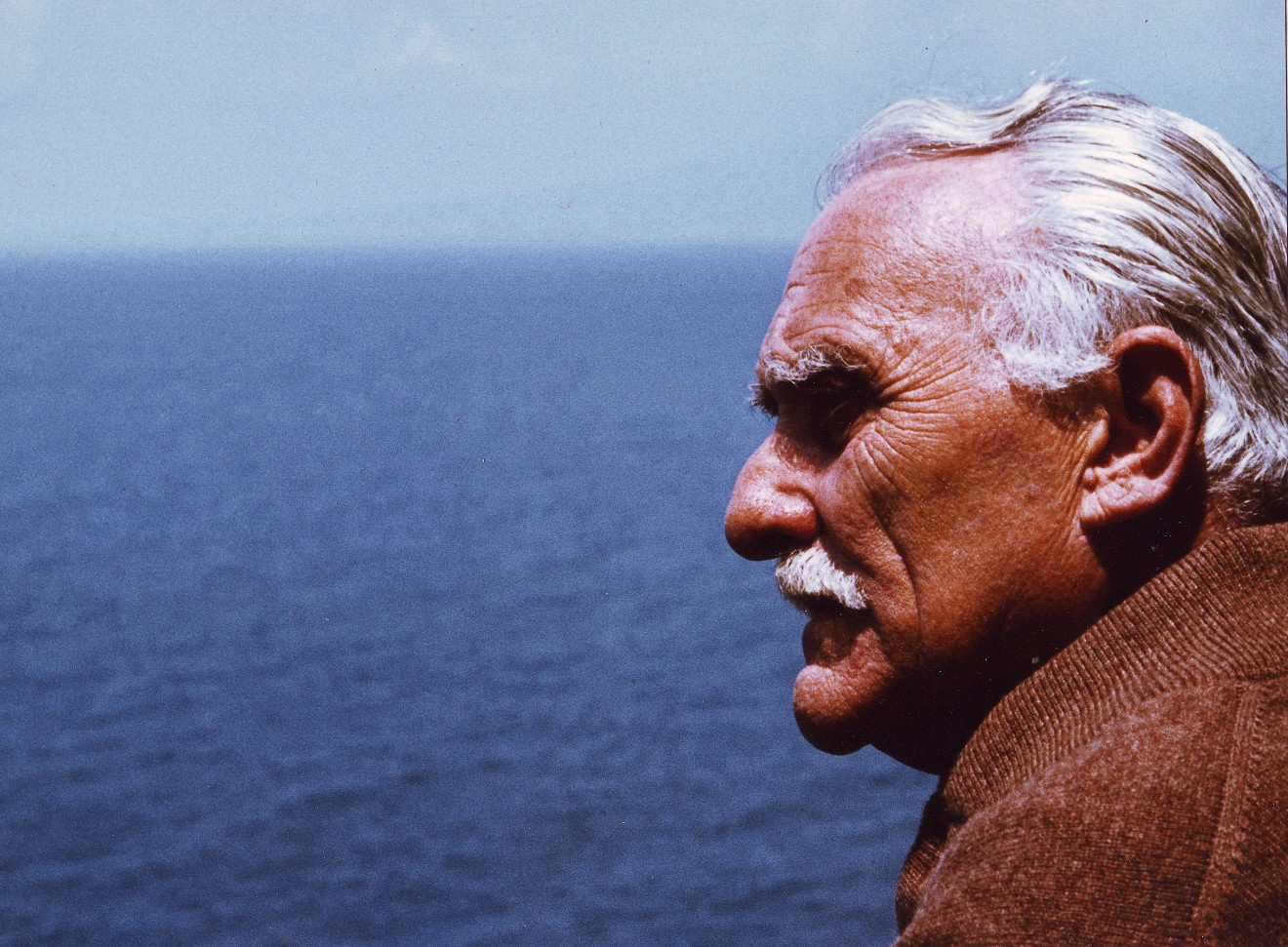
Giantristano Papale

Giantristano Papale (Napoli, 27 gennaio 1912 – Benevento, 10 ottobre 1996) è stato un architetto e docente italiano.

## Biografia
Laureatosi in Architettura a Napoli il 21 dicembre 1939, esercitò da subito la professione, aprendo uno studio insieme all'architetto Francesco (Franz) Di Salvo e l'ingegner Luciano Abenante.
Al periodo bellico risale il progetto e la costruzione della Casa del Pescatore (1940) a Lacco Ameno, che andò distrutta durante la guerra. A quel progetto è legato un episodio bizzarro, che contribuì a rafforzare il legame tra  Papale e Di Salvo: sorpresi da un bombardamento mentre erano di rientro a Napoli, scesero con tutta l'attrezzatura in un rifugio antiaereo dove, per ingannare l'attesa, iniziarono a fare fotografie con la macchina a banco ottico nella luce incerta dei sotterranei. Questa attività allarmò alcuni rifugiati, che li accusarono di spionaggio e li consegnarono ai militari. In conseguenza della denuncia, furono rinchiusi per giorni nel carcere di Poggioreale. In seguito, per sfuggire ai rastrellamenti dell'esercito tedesco,  entrambi si nascosero nelle cave di tufo sotto il Rione Sanità fino a quando, alla fine di settembre del '43, la città si liberò dall'occupazione con le Quattro Giornate.
Partecipò, insieme a molti altri giovani architetti, alla ricostruzione post-bellica della città; in particolare collaborò al recupero delle chiese gotiche di San Lorenzo Maggiore e Santa Chiara.

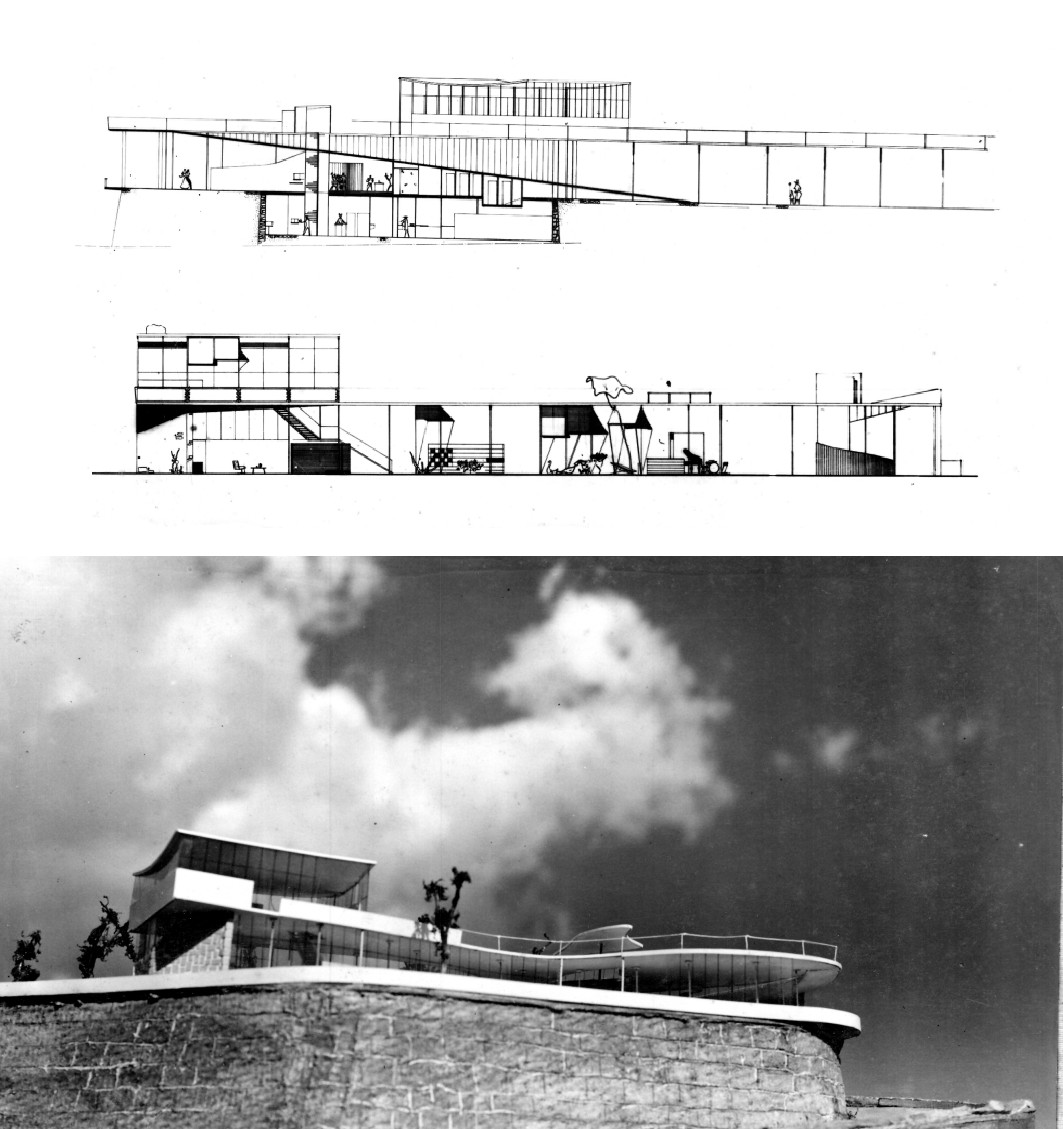
Prospetto, Sezione e Plastico del progetto per il Circolo dei forestieri a Sorrento, 1948

Nell'immediato dopoguerra, Giantristano Papale e Franz Di Salvo partecipano con successo a concorsi di progettazione, aggiudicandosi ad esempio il primo premio per il Circolo dei forestieri a Sorrento nel 1948. 
Sotto la guida dell'architetto Luigi Cosenza e dello Studio Tecnico Ingegneri ed Architetti Associati, fondato dallo stesso Cosenza nel 1946, Papale si dedicò all'edilizia popolare. Alcuni dei giovani architetti e ingegneri che insieme a lui parteciparono al gruppo furono Luciano Abenante, Carlo Cocchia, Carlo Coen, Matteo Corbi, Francesco Della Sala, Giulio De Luca, Franz Di Salvo, Gerardo Limoncelli, Raffaello Salvatori. Con Luigi Cosenza collaborò anche al piano regolatore della regione Campania commissionato da Adriano Olivetti. 
Per avere riferimenti su quel periodo si rimanda ai testi che descrivono i progetti commissionati dall'Istituto delle Case Popolari della provincia di Napoli. 
Si cita anche il testo di Michele Capobianco, che descrive quel gruppo di architetti nati intorno al 1910 che parteciparono al radicale cambiamento di Napoli a metà Novecento. Papale è indicato tra i molti “esponenti di punta di una generazione di ottimi professionisti attivi a Napoli rimasti ingiustamente relegati nel cono d'ombra dei più noti maestri”(cit.). Oltre a Giantristano Papale, i nomi riportati sono quelli di Sirio Giametta, Vittorio Amicarelli e Renato Avolio De Martino e anche professori della Facoltà che svilupparono contestualmente un'intensa attività professionale, quali Francesco Della Sala, Antonio Scivittaro o Michele Cretella.
Tra i progetti elaborati e realizzati su disegno degli arch. Franz di Salvo, Giantristano Papale, e dell'ing. Luciano Abenante, i più noti sono quelli aggiudicati con procedura concorsuale e realizzati tra il 1945 e il 1950: le quattro case in linea del 1 lotto del rione Cesare Battisti, i tre edifici in tufo a Poggioreale, i sette fabbricati nel quartiere di edilizia economica e popolare di Barra, e il contributo per il rione Mazzini a calata Capodichino (1946-1947). 
Tutti questi progetti hanno in comune l'impostazione razionalista sia a livello urbanistico (a schiera e disposti in maniera parallela tra loro) che architettonico: vere e proprie case minime in cui la doccia è “passante” e la lavanderia comune, e rappresentano un gesto di adesione ai princìpi lecorbusiani e dell'Existenzminimum. 
I balconi trapezoidali con ringhiera in ferro del gruppo Abenante, Di Salvo e Papale a Poggioreale o i frangisole a protezione della scala aperta nell'intervento per cooperative INA-Casa a via Castellana a Fuorigrotta, sono elementi che cominciarono a caratterizzare l'edilizia residenziale pubblica napoletana per la combinazione dell'aspetto formale a quello funzionale; potremmo classificare questi progetti come espressioni di una vena stilistica del razionalismo italiano maturo, sobrio e pratico, ben distinto dalla cultura razionalista trionfalista del primo dopoguerra.

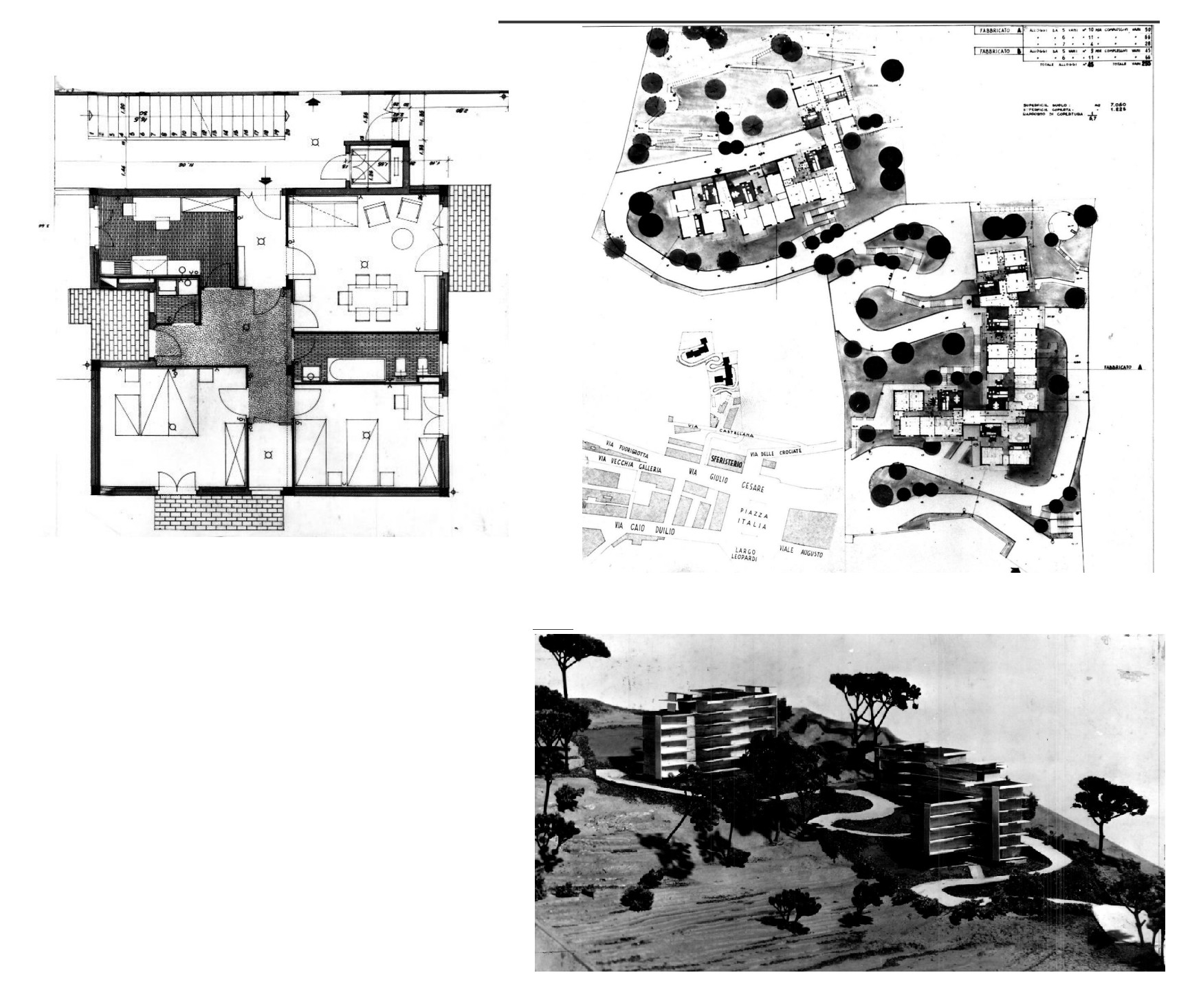
Planimetrie e Modello in scala dell'intervento per cooperative INA-Casa a via Castellana a Fuorigrotta, 1956-1963

Pur trattandosi di edilizia popolare, grande attenzione viene posta nella distribuzione degli spazi domestici: l'ingresso con accesso diretto al soggiorno-pranzo delimita la sfera pubblica separandola da quella privata del resto della casa. In particolare, a via Castellana, la soluzione cucina-lavatoio-loggia fa risaltare il ragionamento compositivo, che in spazi forzatamente ridotti riesce a combinare aggetti e volumi esterni coperti per ottenere superfici protette e nascoste per lo stenditoio e allo stesso tempo un luogo dove la famiglia può riunirsi con maggiore agio. 
A quel periodo risale la sperimentazione di differenti tecnologie costruttive, pur mantenendo elementi ricorrenti. Nei fabbricati per Avella e Pietradefusi la struttura muraria portante è sottolineata dai setti che fuoriescono ortogonalmente dal perimetro dell'edificio, sia per sostenere dei brevissimi aggetti che per stabilire un ritmo nel quale inquadrare le logge. A Cervinara, Mugnano del Cardinale e San Martino Valle Caudina, invece, le facciate sulle quali si distribuiscono gli aggetti corrono lisce e ininterrotte.  
La qualità professionale di Giantristano Papale si perfeziona mediante lo studio della funzionalità architettonica del singolo progetto attraverso la costruzione del suo modello in scala e la successiva realizzazione di fotoinserimenti (una sorta di fotomontaggi, che all'epoca si effettuava ritagliando e ricomponendo i negativi) per verificarne il corretto inserimento nel contesto ambientale cui è destinato. Lo sviluppo di modelli ed il fotoinserimento è un esercizio costante che accompagnerà costantemente la pratica professionale dell'architetto, sia per incarichi individuali che in collaborazione. 

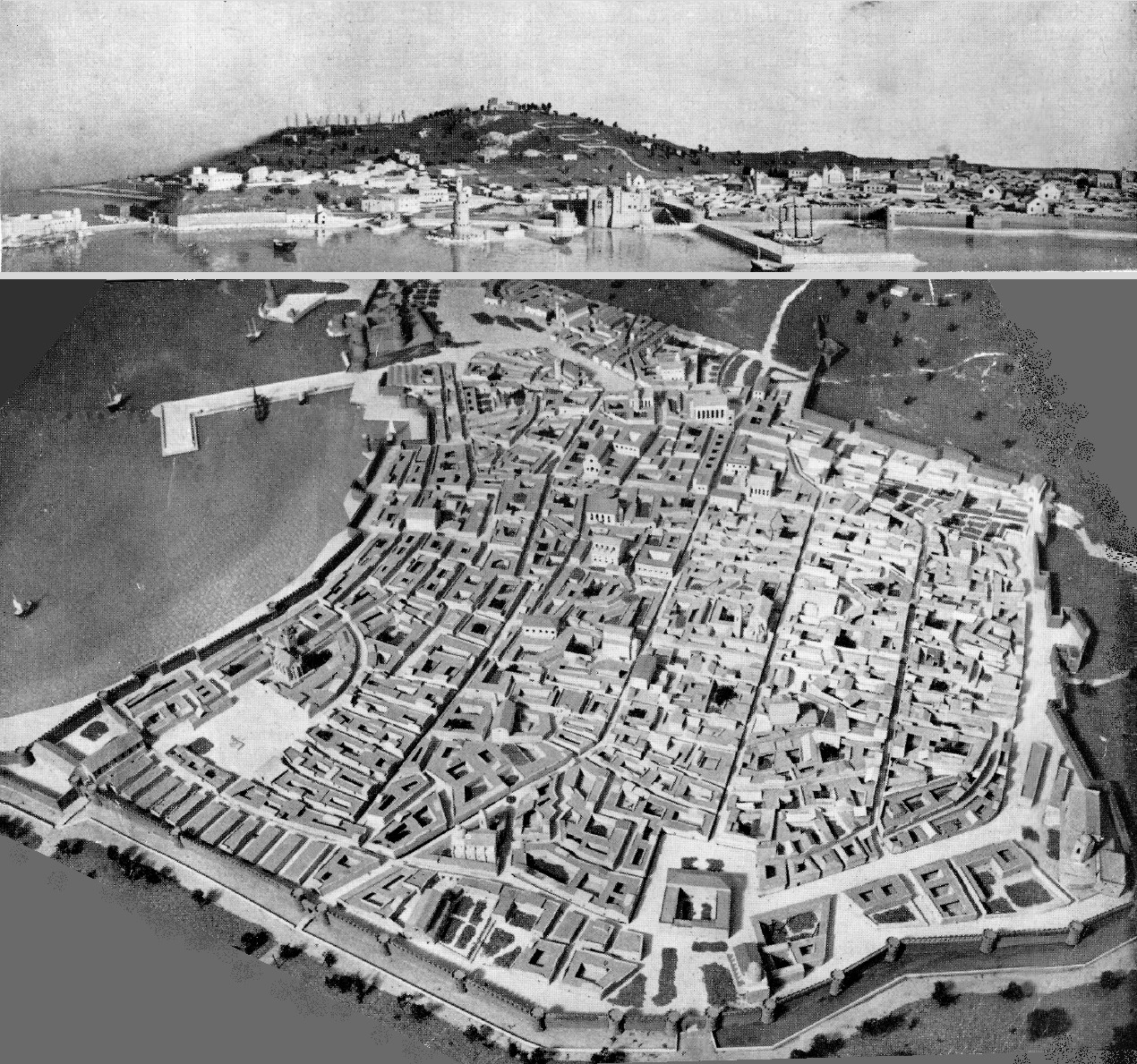
Plastico della Napoli del '400, 1954 circa, realizzato dagli allievi del Prof. Giantristano Papale

Per questa sua originale specialità ottiene la docenza del corso di “Plastica Ornamentale” presso la Facoltà di Architettura dell'Università Federico II. Al piano terra nel cortile di Palazzo Gravina (sede della Facoltà di Architettura) allestisce un laboratorio di modellistica e di sviluppo e stampa fotografica, con banchi di lavoro e camera oscura.
L'attività dell'architetto Papale nel piano INA-Casa si estese anche oltre l'ambito campano: il docente, infatti, ha progettato edifici e unità anche in Calabria, a Cosenza e nel limitrofo Comune di Rende, in quest'ultimo caso partecipando al gruppo composto dagli architetti Enrico Contieri, Renato Cozzi e Antonio De Pascale, e gli ingegneri Mazzarella e Nunziante. Con i sunnominati architetti fondò uno Studio in via dei Mille n.61, nel quale esercitò fino agli anni ‘70.
I progetti di questo secondo periodo professionale segnano una fase di transizione, contraddistinto dalla rielaborazione dei precedenti modelli a favore di una maggiore sintesi formale e di una dimensione più ampia; soluzioni adottate anche per successivi progetti, come per il nucleo realizzato per i dipendenti delle società del gruppo Finmare a via Camaldolilli, zona sottoposta a vincolo panoramico. Il complesso, situato su un crinale, ospita 66 alloggi distribuiti tra cinque fabbricati di tre piani fuori terra. Gli edifici assecondano la morfologia del lotto, dando luogo a soluzioni architettoniche talvolta inusuali, ad esempio l'edificio-ponte che per la sua altezza si qualifica più come portale d'ingresso. 

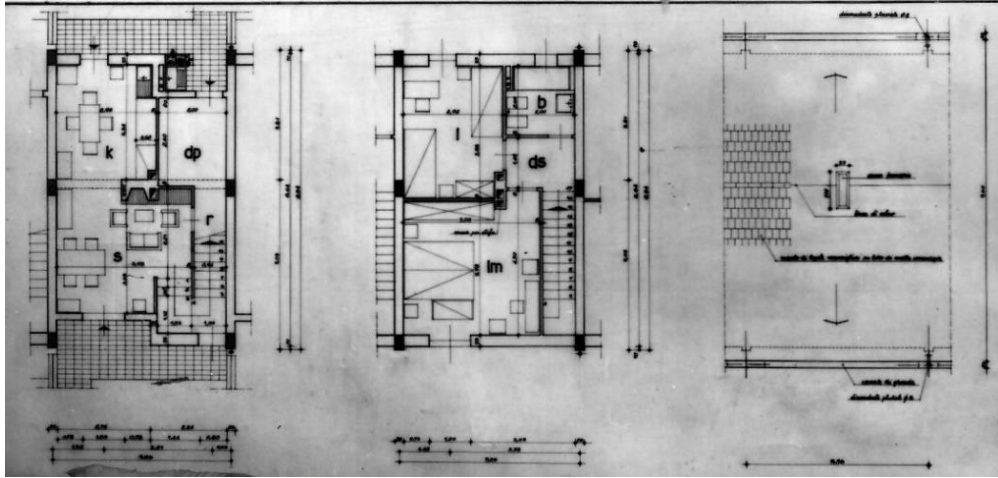
Piante della cellula base del complesso INA-Casa di Ginestra degli Schiavoni,1962

Negli anni ‘60, Giantristano Papale fu chiamato a contribuire alla ricostruzione delle località dell'entroterra campano colpite dal sisma del 1962, con il progetto di un rione a Ginestra degli Schiavoni, nel Beneventano. L'intervento, ora conosciuto nel Comune come “rione GesCaL”, è composto da cinque stecche di case a schiera disposte in maniera sfalsata e a tratti ondulata, ottenute ripetendo la stessa cellula base. I riferimenti ai modelli del Movimento moderno sono qui ben visibili, fatto che attesta una sorta di fedeltà permanente ai princìpi razionalisti, senza però dimenticare il contesto in cui le costruzioni si inseriscono. Anche in questo caso, l'approccio progettuale distintivo è nell'organizzazione funzionale degli spazi che, seppure ridotti, sono disegnati sempre con riferimento all'esperienza abitativa dei fruitori: fulcro dell'intera abitazione è il camino, posto in posizione baricentrica, attorno al quale si dispiega la zona del soggiorno, che a sua volta si apre verso due giardinetti su ambo i lati; questa scelta si può interpretare come volontà di ricomporre una comunità dopo l'evento sismico, attraverso l'offerta di un ambiente abitativo raccolto ma ben suddiviso, dove i nuovi abitanti potessero trovare una dimensione familiare privata e, allo stesso tempo, aperta alla socialità.
Nei primi anni '70 Papale lasciò Napoli e si trasferì a Caserta; successivamente, negli anni '80, a Benevento. Quando furono costituiti gli ordini professionali su base provinciale (prima, era unico regionale) per anzianità ottenne l'iscrizione a Benevento con il nr.1 del registro. 
Nel 1982, all'età di 70 anni, lasciò l'insegnamento universitario; negli anni successivi si dedicò ad un proprio laboratorio privato di ceramica. I suoi pezzi portano il marchio “Arch.GTP fecit”.
Alcuni portfolio di Giantristano Papale sono custoditi presso l'archivio del DIARC di Napoli [Artefici 1956, 49; Studenti Unina, Arch. B. 1 (1938), fasc. 65/R8]. 
Ampia descrizione dei suoi lavori è nella tesi di dottorato (XXXV ciclo) in Storia dell'Architettura, “L'INA-Casa in Campania. Maestri, scuole, metodologie” di Ermanno Bizzarri, consultabile presso il Dipartimento di Architettura DiARC, Università degli Studi di Napoli Federico II, 2023.